# شهرستان جوآلی
شهرستان جوآلی (به قزاقی: Жуалы ауданы، جۋالى اۋدانى) یک سکونتگاه مسکونی در قزاقستان است که در استان جامبیل واقع شده‌است.

## خصوصیات
شهرستان جوآلی  ۵۱٬۷۸۱ نفر جمعیت دارد.